# Che t'o dico a fa'
Che t'o dico a fa' è un singolo della cantautrice italiana Angelina Mango, pubblicato il 6 ottobre 2023 come primo estratto dal primo album in studio Poké melodrama.

## Promozione
La cantautrice si esibisce con il brano in anteprima nel corso della puntata del 1º ottobre 2023 del talent show Amici di Maria De Filippi e il 3 ottobre 2023 durante la terza puntata della terza edizione del talk show Stasera c'è Cattelan su Rai 2.

## Accoglienza
Alessandro Alicandri di TV Sorrisi e Canzoni definisce le sonorità del brano «particolari» e provenienti «dall'urban folk», che aderiscono ai due istinti del testo «quello di permanenza alle radici a quello di fuga». Alicandri riscontra un atteggiamento «vigoroso e solare» nell'interpretazione, in linea con i precedenti singoli della cantante e l'uso del dialetto napoletano come una «cifra stilistica» mantenuta dalla cantante.
Lorenza Ferraro di All Music Italia scrive che la sonorità del brano «parte da una melodia lenta per poi esplodere in un sound che richiama la tradizione», rimanendo tuttavia «moderno». Per il medesimo sito, Fabio Fiume assegna al brano un punteggio di 7,5 su 10, affermando che la cantante si mantiene «fresca ma anche ricercata», e che «varca anche il muro della napoletanità» sebbene non ne sia originaria, ma attraverso «quell'ironia, quella solarità tipica di chi invece quel linguaggio ce lo ha come appartenenza».

## Video musicale
Il video musicale, diretto da Asia & Nicola con la coreografia di Giulia Stabile, è stato reso disponibile il 9 ottobre 2023 attraverso il canale YouTube della cantautrice. Gli esterni sono stati girati al mercato di Città Studi, quartiere di Milano.

## Tracce
Testi di Angelina Mango e Alessandro La Cava, musiche di Alessandro La Cava, Alessandro De Crescenzo e Stefano Tognini.
1. Che t'o dico a fa' – 3:07

## Formazione
- Angelina Mango – voce
- Antonio Cirigliano – chitarra, produzione
- Filippo Slaviero – ingegnere del suono
- Giovanni "E.D.D." Pallotti – basso, programmazione, produzione, ingegnere del suono
- Stefano "Zef" Tognini – tastiere, programmazione, produzione

## Successo commerciale
Il brano ha ottenuto il miglior esordio di un'artista donna solista italiana nella classifica Daily Top 200 Songs Italia della piattaforma di streaming Spotify del 2023 (escludendo i brani partecipanti al 73º Festival di Sanremo) con 197 mila riproduzioni, superando il precedente record (163 mila ascolti) detenuto da Mon Amour di Annalisa.
Il singolo ha esordito la settimana successiva alla pubblicazione alla posizione numero 3 della Top Singoli della FIMI, segnando il miglior esordio di un'artista donna solista in classifica nel 2023 e nel decennio corrente, superando l'esordio alla posizione numero 5 di Flowers di Miley Cyrus, e rimanendo seconda nella storia solo all'esordio alla posizione numero 1 di Easy on Me di Adele.

## Classifiche

### Classifiche settimanali
| Classifica (2023) | Posizione massima |
| ----------------- | ----------------- |
| Italia            | 2                 |

### Classifiche di fine anno
| Classifica (2024) | Posizione |
| ----------------- | --------- |
| Italia            | 69        |